# Erbaluce

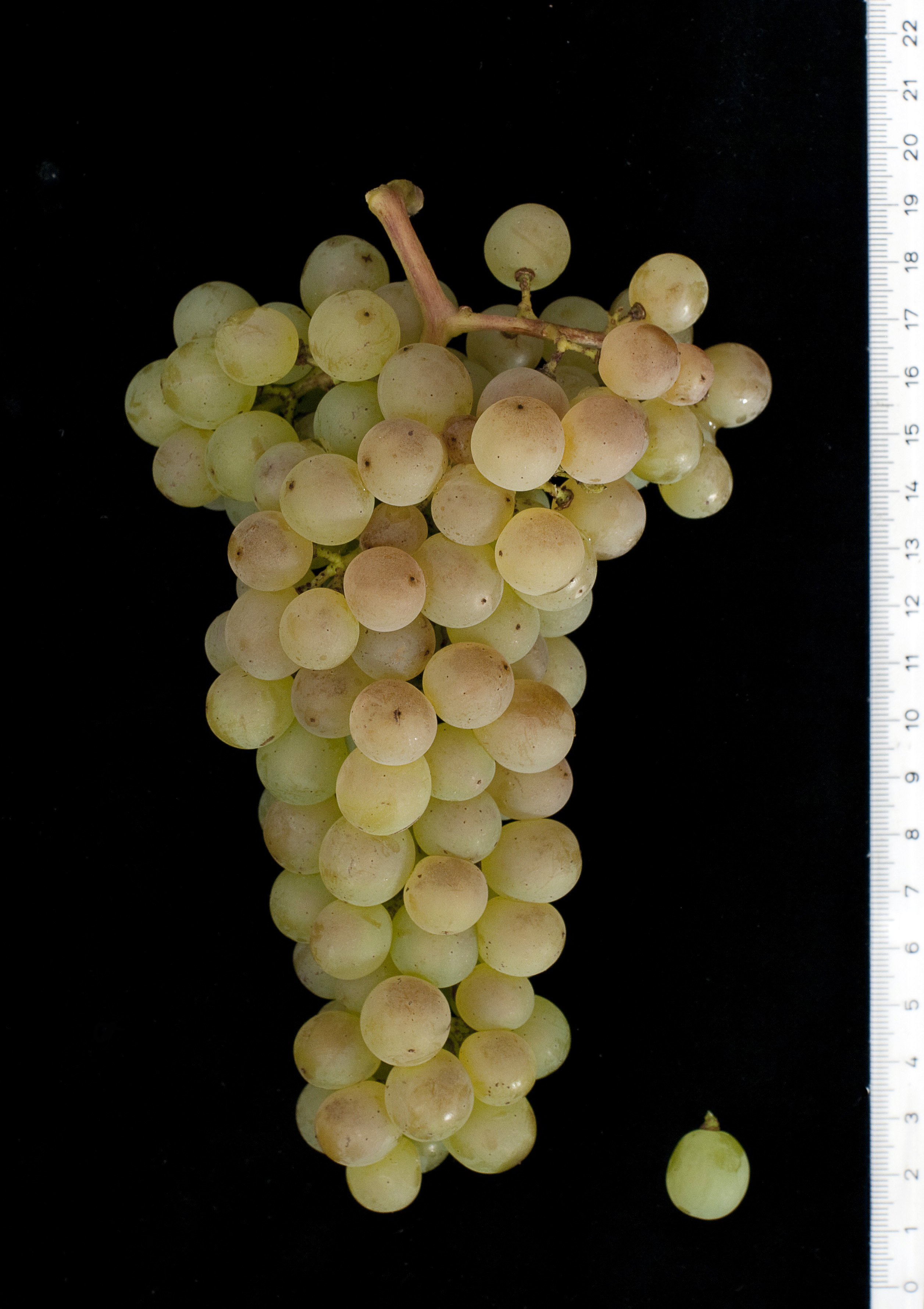
Erbaluce Bianca

Erbaluce ist eine autochthone Weißweinsorte aus dem Piemont, Italien. Nachdem jahrhundertelang dünne, säuerliche Weißwein für den Hausgebrauch erzeugt wurden, erlebt die Rebsorte in letzter Zeit aufgrund gezielter Klonselektionen in den Weinbergen eine Renaissance.
Aus Erbaluce werden frische, trockene Weißweine, Dessertweine aus getrockneten, teilrosinierten Trauben (der sogenannte Passito; siehe hierzu auch Caluso Passito) sowie aufgespritete Dessertweine (der Passito liquoroso) hergestellt. Neuerdings werden auch qualitativ gute Schaumweine erzeugt, da die Rebsorte über ein kräftiges Säuregerüst verfügt.
Erbaluce wird in den DOC-Weinen Canavese, Colline Novaresi, Coste della Sesia und Erbaluce di Caluso verarbeitet, wobei das letztgenannte Gebiet um Caluso am besten das Potential der Rebsorte aufzeigt. Folgerichtig wurde Erbaluce di Caluso "befördert" und 2010 der Status einer DOCG verliehen.
Siehe auch den Artikel Weinbau in Italien sowie die Liste von Rebsorten.

## Synonyme
Erbaluce ist auch unter 31 anderen Namen bekannt: Alba Lucenti, Albaluce, Albe Lucenti, Ambra, Bian Rousti, Bianc Rousti, Bianca Egabana, Bianca Gabana, Bianchera, Bianco Rusti, Blanc Roti, Elbalus, Erba Luce, Erbaluce, Erbalucente, Erbalucente Bianca, Erbalus, Erbcalon, Erbealon, Gabana Bianca, Greco, Greco Bianco di Novara, Greco Novarese, Repcalon, Repealon, Trebbiano Gentile, Trebbiano Perugino, Trebbiano Verde dell’Umbria, Uva Rustia, Uva Rustica, Vernazza di Gattinara.